# Molophilus (Molophilus) subgriseus
Molophilus (Molophilus) subgriseus is een tweevleugelige uit de familie steltmuggen (Limoniidae). De soort komt voor in het Palearctisch gebied.